# Megasporaceae
Megasporaceae es una familia de hongos liquenizados con algas verdes en el orden Pertusariales. Crecen sobre rocas, a menudo en zonas marítimas. Los estudios filogenéticos concluyeron que esta familia se encuentra muyy relacionada con los Pertusariaceae, otra familia de líquenes. El género Aspicilia fue mudado aquí desde Hymeneliaceae.

## Géneros
Los géneros de esta familia son:
- Agrestia
- Aspicilia
- Aspiciliella
- Athecaria
- Chlorangium
- Circinaria
- Lobothallia
- Manzonia
- Megaspora
- Paraplacodium
- Protoplacodium
- Sagedia
- Sphaerothallia
- Urceolaria